# Patarashca
La patarashca o patarasca (del quechua patarashka: 'envuelto'), es un plato típico de la región amazónica que comparte Colombia y Perú, por lo que es parte de ambas gastronomías.

## Descripción
La patarashca consiste en un filete de pescado de agua dulce sazonado con cúrcuma y ají dulce o charapita y otros ingredientes de la región amazónica, como el cilantro de monte, y envuelto en hojas de bijao que se cocina a las brasas. En las cocinas caseras se suele cocinar envuelto en hojas de plátano y en horno o parrilla.
Originalmente, las tribus amazónicas lo preparaban con hualo, unas ranas gigantes, y yucras, camarones de las quebradas.
En Colombia se acompaña con plátanos fritos y fariña (harina a base de yuca). En Perú la patarashca se acompaña con yuca, plátano y, ocasionalmente, arroz blanco.